# Gregor von Bochmann (Informatiker)

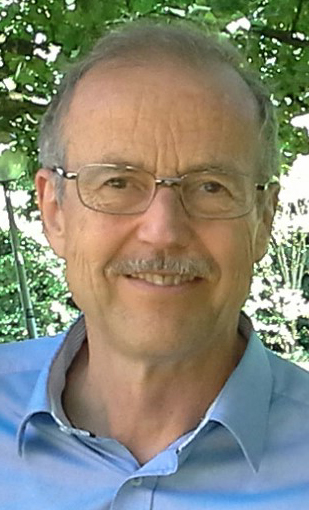
Gregor von Bochmann, 2016

Gregor von Bochmann (* 20. Juli 1941 in Niebüll) ist ein deutsch-kanadischer Informatiker und emeritierter Professor der Universität Montreal und der Universität Ottawa. Er ist bekannt für seine Arbeiten auf dem Gebiet der Softwaretechnik für verteilte Systeme.

## Biographie
Gregor von Bochmann besuchte in den Jahren von 1952 bis 1961 das Johann-Heinrich-Voß-Gymnasium in Eutin. Danach studierte er Physik an den Universitäten in Kiel, Tübingen, Grenoble (Frankreich) und München. Nach dem Vordiplom studierte er ein Jahr Cello und Klavier an der Musikhochschule Lübeck. Er beendete das Studium der Physik 1968 mit einer Diplomarbeit über Probleme im zweiten Muon g-2-Experiment im CERN. Danach wanderte er nach Kanada aus. Er promovierte 1971 an der McGill University in theoretischer Hochenergiephysik. Nach Programmiererfahrungen in Maschinen-, Assembler- und höheren Sprachen, die er während der Arbeit an seiner Diplom- und Doktorarbeit erworben hatte, konnte er sich mit einem Stipendium vom National Research Council of Canada, in die Informatik einarbeiten. 1972 wurde er Assistant Professor im Department für Informatik der Universität Montreal.
Seine erste Informatik-Arbeit war im Bereich von neuronalen Netzen angesiedelt. 1976 erschien ein viel beachteter Artikel über die Beschreibung der Semantik von Programmiersprachen. Seit 1975 konzentrierte sich von Bochmanns Arbeit auf die Beschreibung, Verifizierung und Implementierung von Kommunikationsprotokollen. Im Auftrag der kanadischen Regierung nahm er auch an der internationalen Standardisierung der formalen Beschreibungssprachen für Kommunikationsprotokolle teil, die im Rahmen von ISO und ITU in den 1980er Jahren durchgeführt wurde. Er verbrachte ein Forschungsjahr 1979/1980 an der Stanford University und 1986/1987 bei Siemens in München. Von 1989 bis 1997 leitete er den „Industrial Research Chair“ über Testmethoden für Kommunikationsprotokolle an der Universität Montreal, und von 1990 bis 1997 war er auch ein wissenschaftlicher Direktor des „Centre de recherche en informatique de Montréal“.
Von 1998 bis 2016 arbeitete Gregor von Bochmann als Professor an der Universität Ottawa. In dieser Zeit war er in verschiedenen Bereichen wie Softwaretechnik für verteilte Systeme, verteilte Multimedia-Systeme, Peer-to-Peer-Systeme, Kontrolle von optischen Netzen, und „Internet Security“ tätig.
Von Bochmann lebt in Montréal, er ist verheiratet und der Vater zweier Kinder. Er ist Urenkel zweier bekannter Maler (Gregor von Bochmann und Hans Peter Feddersen) und er ist Enkel des Bildhauers Gregor von Bochmann.

## Ehrungen und Auszeichnungen (Auswahl)
- 1995: Fellow der IEEE mit dem Zitat „For contributions to the formal specification of protocols for data communications“[5]
- 1995: Ehrendoktor der Universität Grenoble (Frankreich)
- 1996: Fellow der ACM[6]
- 1997: Fellow der Royal Society of Canada[7]
- 2001: Thomas W. Eadie Medaille, verliehen von der Royal Society of Canada
- 2002: Preis für Excellence in der Forschung, verliehen von der Universität Ottawa
- 2008: McNaughton Gold Medal verliehen von IEEE Canada[8]
- 2008: Fellow des Engineering Institute of Canada EIC[9]
- 2012: Ehrendoktor der Universität Rennes (Frankreich)